# فيديريكو جرافينا
فيديريكو جرافينا (بالإسبانية: Federico Carlos Gravina y Nápoli)‏ هو ضابط ودبلوماسي إسباني، ولد في 12 أغسطس 1756 في باليرمو في إيطاليا، وتوفي في 9 مايو 1806 في قادس في إسبانيا.